# Roland Mousnier
Pour les articles homonymes, voir Mousnier.
Roland Émile Mousnier, né le 7 septembre 1907 à Paris et mort le 8 février 1993 à Draveil, est un historien français, spécialiste du XVIIe siècle en France et des études comparatives entre les civilisations, et un intellectuel de la droite catholique.

## Biographie

### Années de formation
Roland Mousnier est élève aux lycées parisiens Janson-de-Sailly et Condorcet (classes préparatoires).
Il suit des cours à la Sorbonne, à l'École pratique des hautes études et est reçu à l'agrégation d'histoire et géographie en 1931.
Entre 1932 et 1947, il est professeur dans l'enseignement secondaire : lycée Corneille à Rouen (1932-1937), lycée Janson-de-Sailly (1937-1940) puis Saint-Louis (1940-1947) à Paris. En 1934, il épouse à Rouen Jeanne Lecacheur (1891-1973).
Pendant la Seconde Guerre mondiale, il rejoint la Résistance : selon l'historienne américaine, Sharon Kettering, Roland Mousnier est arrêté par la Gestapo à Rouen et échappe de peu à la déportation en Allemagne.

### Carrière universitaire
Sa thèse sur La vénalité des offices soutenue en 1945, il devient d'abord maître de conférences puis professeur à l'Université de Strasbourg (1947-1955) puis à la Sorbonne (1955-1977). Très intéressé par l'histoire sociale, il va aux États-Unis apprendre la sociologie et l'anthropologie.

## Travaux
Roland Mousnier n’appartient ni à l’École des Annales, ni au courant marxiste. Il exerce un magistère très important à la Sorbonne où il incarne une histoire sociale différente de celle préconisée par l’École des Annales, ce qui n'exclut pas des convergences car Mousnier pratique comme Lucien Febvre une histoire-problème : son étude des institutions est liée à celle de la société et s'attache à la formulation d'une théorie de la société « d'ordres ».
Pour des historiens rétifs au primat de l'économie et de la géographie historique qu'incarnaient alors les travaux de Fernand Braudel, l'œuvre de Mousnier présente l'intérêt d'être à la fois novatrice par son approche prosopographique de la société et attachée à rendre compte des aspects politiques et institutionnels du passé.
Roland Mousnier entretient ainsi une polémique célèbre avec l'historien soviétique et marxiste Boris Porchnev pour savoir si les révoltes paysannes du XVIIe siècle en France reflétaient ou non une lutte des classes, car il nie que l'idée de classe ait été claire en France à cette époque et il assure que les insurgés n'ont jamais affiché la moindre idéologie révolutionnaire. À son avis, les classes sociales ne se sont pas manifestées dans la société française comme un facteur important avant le XVIIIe siècle et l'arrivée d'une économie plus orientée vers le marché.
Il est élu en novembre 1977 à l'Académie des sciences morales et politiques, dans la section d'histoire et géographie, en remplacement d'Adrien Dansette.

## Prises de position
Il est secrétaire général du syndicat autonome des professeurs de facultés des lettres à la fin des années 1950. 
En juin 1954, il se prononce avec 163 autres universitaires, au nom de la construction de l'Europe, pour la ratification du traité instituant la Communauté européenne de défense.

Dans le contexte de la guerre d'Algérie, au nom d'une certaine idée de Dieu, il prend parti pour l'Algérie française et pour l'armée. Il cosigne en 1956 un appel de professeurs de lettres de la Sorbonne affirmant leur « adhésion réfléchie à l'effort militaire qui est demandé au pays » par le gouvernement, disant leur conviction à la fois de « la nécessité de profondes réformes économiques, sociales et politiques » en Algérie et des « bienfaits de l'œuvre entreprise depuis 125 ans », et dénonçant la « disposition d'esprit qui, réservant sans critique toute sévérité à la France, dispense parfois aux crimes des fellaga une indulgence inadmissible ». Quatre ans plus tard, il cosigne le Manifeste des intellectuels français pour la résistance à l'abandon. Et déclare : 

« La France est en guerre. Des départements français, ceux qui composent l'Algérie, sont attaqués par des factieux, instruments de l'étranger, spécialement des marxistes-léninistes, et qui pratiquent toutes les méthodes de la guerre subversive, la calomnie, le dénigrement, la démoralisation, le massacre, les supplices, la terreur. Le devoir de tout Français est le combat, sur tous les terrains, pour la victoire de la France et l'intégrité de son territoire. L'appel à l'insoumission et à la désertion est un acte de trahison, qui doit être châtié comme tel. Vive l'Algérie française. »

 Dans son livre L'Affaire Audin, Pierre Vidal-Naquet rapporte que Mousnier aurait dit au sujet du militant communiste Maurice Audin, assassiné à Alger par les parachutistes français, "je ne reproche qu'une chose aux paras, c'est d'avoir laissé échapper Maurice Audin, et s'ils ne l'ont pas laissé échapper, tant mieux !"
En 1967, dans le contexte des débats issus du IIe concile œcuménique du Vatican, il signe une pétition de laïcs catholiques, initiée par la revue Itinéraires de Jean Madiran et adressée à l'épiscopat, demandant le rétablissement de l'expression « consubstantiel au père » dans le Credo en français (remplacée par l'expression « de même nature »), aux côtés notamment d'autres intellectuels comme Louis Salleron, Henri Massis, François Mauriac, Stanislas Fumet ou Gustave Thibon. En 1969, en réaction à mai 1968, il accepte d'enseigner à la Faculté libre internationale pluridisciplinaire (FACLIP) de François Natter. Il collabore à la revue maurrassienne Anthinéa, fondée en 1971.
Le 21 février 1979, avec trente-quatre autres historiens, Roland Mousnier est signataire d'un texte rédigé à l'initiative de Léon Poliakov et Pierre Vidal-Naquet : « Les camps nazis et les chambres à gaz. La politique hitlérienne d’extermination : une déclaration d’historiens ». Ce texte dit notamment : « Il ne faut pas se demander comment, techniquement, un tel meurtre de masse a été possible. Il a été possible techniquement puisqu’il a eu lieu. Tel est le point de départ obligé de toute enquête historique sur ce sujet. Cette vérité, il nous appartenait de la rappeler simplement : il n’y a pas, il ne peut y avoir de débat sur l’existence des chambres à gaz ».
En juin 1987, il signe un appel d'universitaires en faveur de la réforme du Code de la nationalité, lancé par Maurice Boudot, Michel Crouzet, Claude Polin, Claude Rousseau et Jacques Robichez.

## Hommage
- Le centre Roland-Mousnier (UMR 8596 - CRM), à la Sorbonne. Unité Mixte de Recherches dirigée successivement par Roland Mousnier, François Crouzet, Jean-Pierre Bardet, Denis Crouzet[20], Cyril Grange.

## Distinctions[21]
- Officier de la Légion d'honneur (1990)
  - Chevalier du 15 mai 1971

## Publications

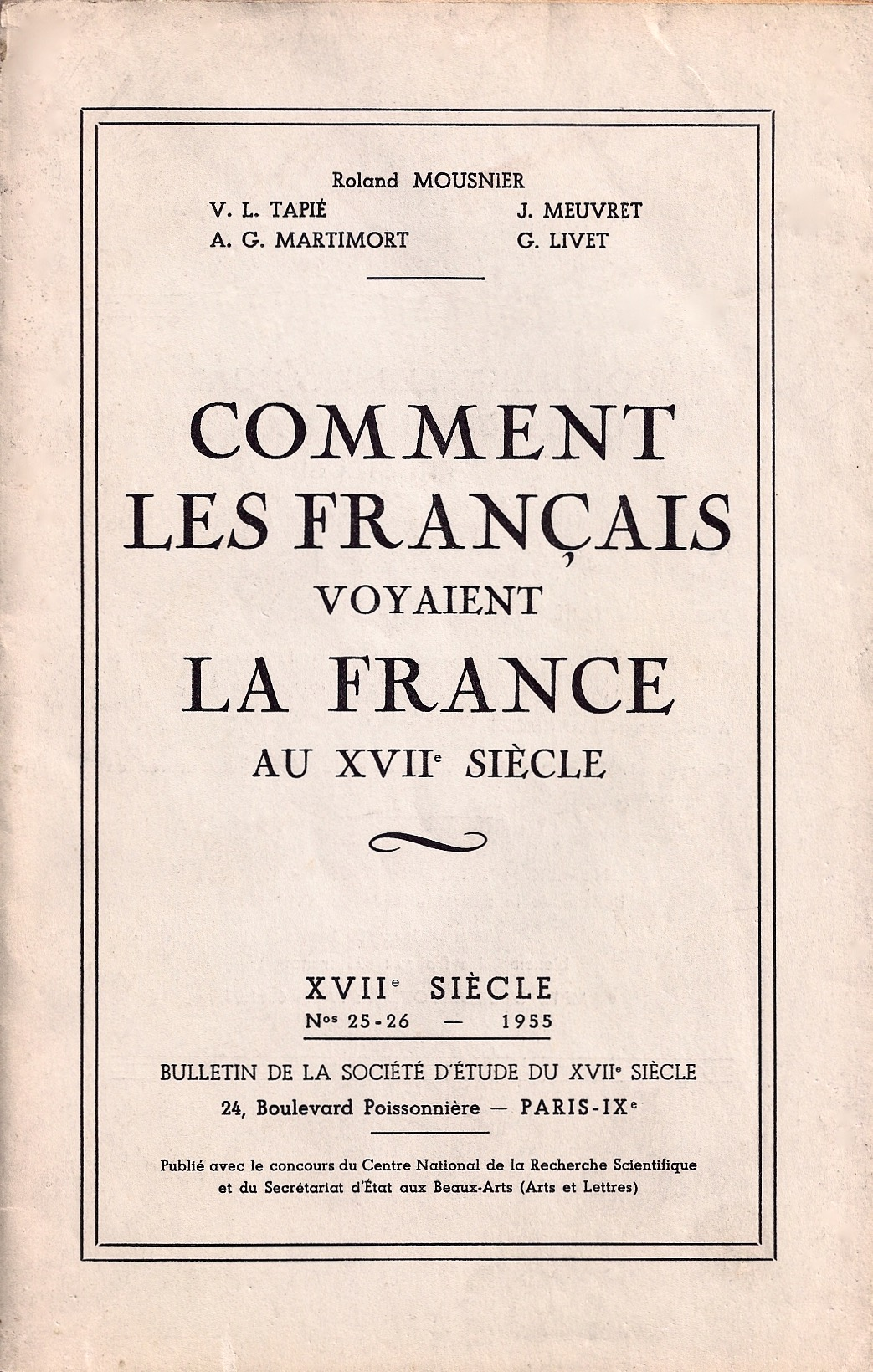
Comment les Français voyaient la France au XVIIe siècle, 1955.

- La vénalité des offices sous Henri IV et Louis XIII, Rouen, Maugard, 1945.(Thèse pour le doctorat ès-lettres, présentée à la Faculté des lettres de l'Université de Paris.) Réédition : La vénalité des offices sous Henri IV et Louis XIII, Rouen, Maugard, 1946, XXIX-631 p. (présentation en ligne). Édition révisée et augmentée : La vénalité des offices sous Henri IV et Louis XIII, Paris, Presses universitaires de France, coll. « Hier », 1971, 724 p. (présentation en ligne).
- Les Règlements du Conseil du Roi sous Louis XIII, Paris, 1949.
- Les XVIe et XVIIe siècles : la grande mutation intellectuelle de l'humanité : l'avènement de la science moderne et l'expansion de l'Europe, Paris, 1953.
- Comment les Français voyaient la France au XVIIe siècle, Roland Mousnier et autres, XVIIe siècle, Bulletin de la Société d'études du XVIIe siècle, 1955.
- Progrès scientifique technique au XVIIIe siècle. Paris, Plon, 1958.
- Le XVIIIe siècle. L'époque des "Lumières", 1715-1815, (coécrit avec Ernest Labrousse), Coll. Histoire générale des civilisations, tome V, Paris, PUF, 1963, 573p.
- L'assassinat d'Henri IV : 14 mai 1610, Paris, Gallimard, coll. « Trente journées qui ont fait la France » (no 13), 1964, VI-412 p. (présentation en ligne). Réédition : L'assassinat d'Henri IV : 14 mai 1610  (préf. Arlette Jouanna), Paris, Gallimard, coll. « Les journées qui ont fait la France », 2008, XIII-375 p. (ISBN 978-2-07-012315-5, BNF 41374972).
- Lettres et mémoires adressées au chancelier Séguier (1633-1649), 1964.
- Fureurs paysannes : les paysans dans les révoltes du XVIIe siècle (France, Russie, Chine), 1968.
- Les hiérarchies sociales de 1450 à nos jours, Paris, Presses universitaires de France, coll. « L'historien » (no 1), 1969, 196 p. (présentation en ligne).
- La Plume, la faucille et le marteau : institutions et société en France du Moyen Âge à la Révolution, Paris, Presses universitaires de France, coll. « Hier », 1970, 406 p.
- Les Institutions de la France sous la monarchie absolue, 1598-1789, t. 1 : Société et État, Paris, Presses universitaires de France, coll. « Histoire des institutions », 1974, 586 p. (présentation en ligne).
- Les Institutions de la France sous la monarchie absolue, 1598-1789, t. 2 : Les Organes de l'État et la société, Paris, Presses universitaires de France, coll. « Histoire des institutions », 1980, 670 p. (ISBN 2-13-036307-5, présentation en ligne). Réédition en un volume : Les Institutions de la France sous la monarchie absolue, 1598-1789, Paris, Presses universitaires de France, coll. « Quadrige. Manuels », 2005, 1253 p. (ISBN 2-13-054836-9).
- La stratification sociale à Paris aux XVIIe et XVIIIe siècles. L'échantillon de 1634, 1635, 1636, éd. A. Pedone, 1976.
- Paris capitale au temps de Richelieu et de Mazarin, 1978.
- Histoire générale de l'Europe (dirigée par et avec Georges Livet), Paris, Presses universitaires de France, 1980, prix Eugène-Piccard de l’Académie française en 1981.
- "Les Fidélités et les clientèles en France aux XVIe, XVIIe, et XVIIIe siècles" pages 35–46 d'Histoire sociale, Volume 15, 1982, lire en ligne.
- L'homme rouge : la vie du cardinal de Richelieu (1585-1642), Paris, Robert Laffont, coll. « Bouquins », 1992 (réimpr. 1994), XVI-905 p. (ISBN 978-2-221-06592-1, BNF 35510620, présentation en ligne).

#### Recensions d'ouvrages de Roland Mousnier
- Jean Leflon, « Roland Mousnier. Histoire générale des civilisations, Tome IV : Les XVIe et XVIIe siècles », Revue d'histoire de l'Église de France, année 1955 vol. 41, n° 136, p. 118-119, lire en ligne (compte rendu).
- Fernand Grenier, « Mousnier, Roland, Les XVIe et XVIIe siècles. Les progrès de la civilisation européenne et le déclin de l’Orient (1492-1715) », Revue d'histoire de l'Amérique française, vol. 8, n° 1, 1954, p. 132-133, lire en ligne (compte rendu).
- Bernard Barbiche, « Roland Mousnier. 14 mai 1610. L'assassinat d'Henri IV, Paris, librairie Gallimard, 1964. (Trente journées qui ont fait la France) », Bibliothèque de l'École des chartes, vol. 123, n° 2, 1965, p. 596-599, lire en ligne (compte rendu).